# Miguel Ángel Martín Soledad
Miguel Ángel Martín Soledad (Palma, Mallorca, 13 de setembre de 1954) és un psiquiatre i polític mallorquí, diputat al Congrés dels Diputats en la VII i VIII Legislatures.
Llicenciat en Medicina i Cirurgia, especialitzat en psiquiatria, també és màster en direcció i gestió d'organitzacions i empreses sanitàries. Ha treballat en la seva consulta pròpia a Palma i a l'Hospital Psiquiàtric de Palma. Afiliat al Partit Popular, del 1996 al 1999 fou nomenat director general d'Acció Social del Govern Balear i diputat per Mallorca a les eleccions generals espanyoles de 2000 i 2004. Ha estat secretari segon de la Comissió de Sanitat i Consum del Congrés dels Diputats.